# Залишатись живим (фільм)
Залишатись живим (англ. Staying Alive) — американський музичний фільм 1983 року, сіквел фільму «Лихоманка суботнього вечора».

## Сюжет
П'ять років пройшло з тих пір, як Тоні Манеро вибрався з задвірок Бронкса. Але життя на Манхеттені не принесло очікуваних грошей і слави. Вдень Тоні марно ходить на численні кастинги, а ночами підробляє офіціантом і вчителем танців в місцевому клубі. Одного разу випадок зводить його із зіркою Бродвейских шоу, і життя приймає новий оберт.

## У ролях
- Джон Траволта — Тоні Манеро
- Синтія Родс — Джекі
- Фінола Г'юз — Лаура
- Стів Інвуд — Джессі
- Джулі Бовассо — місіс Манеро
- Чарльз Ворд — Батлер
- Стів Бікфорд — фахівець з експлуатації
- Патрік Бреді — покинутий
- Кертвуд Сміт — хореограф
- Норма Дональдсон — Фатіма
- Джессі Доран — Марк
- Джойс Хайзер — Лінда
- Дебора Дженссен — Маргарет
- Роберт Мартіні — Фред
- Сара М. Майлз — Джой